# Патриот (Плоский мир)
«Патриот» (англ. Jingo, дословно: ура-патриот) — юмористическое фэнтези известного английского писателя Терри Пратчетта, написано в 1997 году.
Двадцать первая книга из серии цикла «Плоский мир», четвёртая книга из цикла о Страже.

## Аннотация
Дорогие сограждане и все те, кто случайно забрел в Анк-Морпорк!

Безусловно, все вы уже слышали, что из моря поднялась исконно анк-морпоркская земля, славный остров по имени Лешп. Однако всем известные внучатые племянники шакала, живущие по другую сторону моря, нагло брешут, будто это их исконная земля, хотя документы, подписанные и заверенные нашими почтенными историками, которым мы, анк-морпоркцы, всегда доверяли, — так вот эти документы однозначно подтверждают: Лешп — наш! Не дадим же отчизну в обиду! Патриоты мы или нет?!  (Дабы сэкономить место, мы не приводим воззвание, распространявшееся между жителями Клатча. Желающим узнать его содержание следует заменить "Анк-Морпорк" на "Клатч".)

## Сюжет
Посреди Круглого моря, ровно на половине пути между Анк-Морпорком и Клатчем, из воды поднимается древний остров Лешп (упоминавшийся, кстати, ещё в одном из первых романов цикла). На беду, именно в это время и именно в этом месте оказываются две рыбачьих лодки — с гражданином Анк-Моркпорка и гражданином Клатча. Разумеется, каждый провозглашает Лешп территорией своей страны.
«Патриоты мы или нет?!». И начинается то, что вы сами можете предположить. Ополчение, в которое идут мальчишки и дворецкие. Покушение на клатчского посла. Погромы клатчских лавок в Анк-Морпорке — лавок, чьи хозяева родились и выросли по эту сторону моря и ни разу не были в Клатче. Военный совет, на котором выясняется, что у Анк-Морпорка нет ни армии, ни денег, ни союзников. Пожар в клатчском посольстве. Война неизбежна…

## Главные герои
- Сэмюэль Ваймс
- Моркоу Железобетонссон
- Фред Колон
- Шнобби Шноббс
- Ангва
- Детрит
- Хэвлок Витинари
- Себя-Режу-Без-Ножа Достабль
- Леонард Щеботанский
- Ахмед 71-й час

## Критика
В рецензии «Мира фантастики» отмечены сочетание юмора и серьёзных тем, таких как ксенофобия, поднимаемых книгой. Выделены диалоги и афоризмы автора. «Патриот» характеризуется как «смешная, веселая, добрая книжка, которую, раз открыв, придется дочитать до конца». Выставлена оценка 9/10.